# Ель-Баяд (вілаєт)
Ель-Баяд (араб. ولاية البيض‎‎‎‎) — вілаєт Алжиру. Адміністративний центр — м. Ель-Баяд. Площа — 78 870 км². Населення — 262 187 осіб (2008).

## Географічне положення
На півночі межує з вілаєтами Тіарет та Саїда, на сході — з вілаєтами Лагуат та Гардая, на півдні — з вілаєтом Адрар, на заході — з вілаєтами Бешар та Наама.
Розташований на переході між Сахарським Атласом та пустелею Сахара.

## Адміністративний поділ
Поділяється на 8 округів та 22 муніципалітети.
| Алжир | Це незавершена стаття з географії Алжиру. Ви можете допомогти проєкту, виправивши або дописавши її. |